# Georg Brenninger
Georg Brenninger (* 18. Dezember 1909 in Velden an der Vils in Niederbayern; † 13. November 1988 in München) war ein deutscher Bildhauer, Architekt und Hochschullehrer.

## Leben
Georg Brenninger wuchs in ärmlichen Verhältnissen auf, da sein Vater – der Maurermeister Georg Brenninger – häufig krank war. Seine Mutter war Rosina Brenninger, geborene Weiß. Er war katholisch und schloss wie sein Vater eine Lehre zum Maurer ab, schuf allerdings später auch wie ein Steinmetz Grabmale für nahegelegene Friedhöfe.
Nach der Maurer-Gesellenprüfung in Velden im Jahre 1928 besuchte er die Gewerbeschule in München. Von 1930 bis 1932 absolvierte er ein Architekturstudium bei Theodor Fischer an der Technischen Hochschule München und wechselte 1932 an die Akademie der Bildenden Künste München, wo er bei Hermann Hahn studierte.

„Mein Vater war Maurermeister. Er baute in der Hauptsache Bauernhöfe.
Auch ich begann als Maurer und wurde sein Gehilfe.
Durch das Architekturstudium kam ich zur Bildhauerei.“

Von 1939 bis 1942 war er Kriegsberichterstatter, bis er in Russland verwundet wurde. In den Jahren 1943 bis 1947 war er als freischaffender Bildhauer tätig. Von 1942 bis 1944 war er mit insgesamt vier Arbeiten auf der Großen Deutschen Kunstausstellung in München vertreten. Er erhielt 1947 eine Berufung als außerordentlicher Professor für Plastik in Verbindung mit Architektur an die Technische Hochschule München, wo er 1948 tätig wurde. 1961 wurde er ordentlicher Professor für Plastik an der Akademie der Bildenden Künste München und war ab 1966 Vizepräsident und von 1968 bis 1969 Präsident der Akademie. Von 1978 bis ins Jahr 1988 war er wiederum als freischaffender Künstler tätig.
Brenninger stellte nicht nur in Deutschland aus, wie in München und Berlin, sondern auch in Rom, Paris, Antwerpen, Luzern, Chile, Peru, Brasilien u. a. und wirkte in beratenden Gremien und Ausschüssen für Architektur und Plastik mit. Zahlreiche seiner Arbeiten im öffentlichen Raum befinden sich in Thannhausen, dem Wohnort seiner im Jahr 2022 verstorbenen Frau.
Er war verheiratet mit der Unternehmerin Margrete Brenninger, geborene Kieninger. die entweder 1956, nach anderen Quellen 1962 geschieden wurde. Die Ehe blieb kinderlos.
Zu seinen Liebhabereien gehörten Reisen und Pferderennen.

## Preise und Auszeichnungen (Auswahl)
- 1954 Großer Preis der Biennale in Sao Paulo
- 1956 Kunstwart des Nationalen Olympischen Komitees, Deutschland
- 1961 Förderpreis für Bildende Kunst der Landeshauptstadt München
- 1962 Zweiter Wettbewerbspreis für die Giebelgestaltung des Nationaltheaters
- 1970 Münchener und Schwabinger Kunstpreis
- 1970 Mitglied der Kommission für Stadtgestaltung, München
- 1973 Bayerischer Verdienstorden und Ehrenbürger des Marktes Velden
- 1975 Ostbayerischer Kulturpreis
- 1975 Großes Bundesverdienstkreuz
- 1980 Ehrenmitglied der Kunstakademie München
- 1984 Bayerischen Maximiliansorden für Wissenschaft und Kunst

## Werk
Als Bildhauer arbeitete Brenninger vor allem in Bronze, aber auch in Stein.
Werke von ihm befinden sich in Vilsbiburg, Söcking, Germering, Bonbruck, Erlangen und in Kundl in Tirol, wie auch in der bayerisch-schwäbischen Kleinstadt Thannhausen. Sämtliche Modelle seiner Werke vermachte er der Marktgemeinde Velden; Anlässlich des 100. Geburtstages des Künstlers eröffnete man dort im „Brenninger-Jahr 2009“ den Brenninger-Weg, um sein Schaffen zu ehren. Der Weg erschließt über 30 seiner Kunstwerke im öffentlichen Raum von Velden.

## Werke im öffentlichen Raum (Auswahl)
- 1949: Kruzifix, Vatikan
- 1953–1954: Büro- und Geschäftshaus Kithan-Haus in München, Maximiliansplatz 12a (mit großflächig verglaster Fassade; seit 1988 unter Denkmalschutz)
- 1956 Gemini-Raumflug, Neusilber, 140 cm hoch. Standort: New York (2. Fassung 1978) und als Brunnengestaltung vor dem Gymnasium Vilsbiburg
- 1959: Ehrenhain gefallener Soldaten, Schwaben
- 1959 Himmlische Heerscharen, Bronze, 620 cm hoch. Standort: Brasilia, Brasilien.
- 1961: Tränender Baum, Brunnenplastik, Kupfer, 4,20 cm hoch. Standort: Sophie Scholl-Gymnasium, München
- 1963: Brunnen Heiliger Martin. Standort: Maximiliansplatz in Erlangen
- 1963: Felsenbrunnen. Bronze, 460 cm breit. Standort: Universitätsplatz Fulda
- 1963: Felsenbrunnen. Aluminium, 320 cm breit. Standort: Münchner Rückversicherung, Königinstraße, München
- 1964–1972: Monumentalplastik „Apoll und die neun Musen“, Muschelkalk, um 4 m hoch, für den Giebel des Nationaltheaters in München
- 1964: Petersbrunnen, Bronze, 170 cm hoch. Standort: Marktplatz, Velden an der Vils. Etwa 1964 entstanden, um 1973 aufgestellt
- 1981: Taubenbrunnen, Bronze, 120 × 280 × 40 cm. Standort: Thannhausen

## Sonstige Werke
- 1946: Meine Mutter
- 1952: Knabe, Museum für moderne Kunst, Sáo Paulo

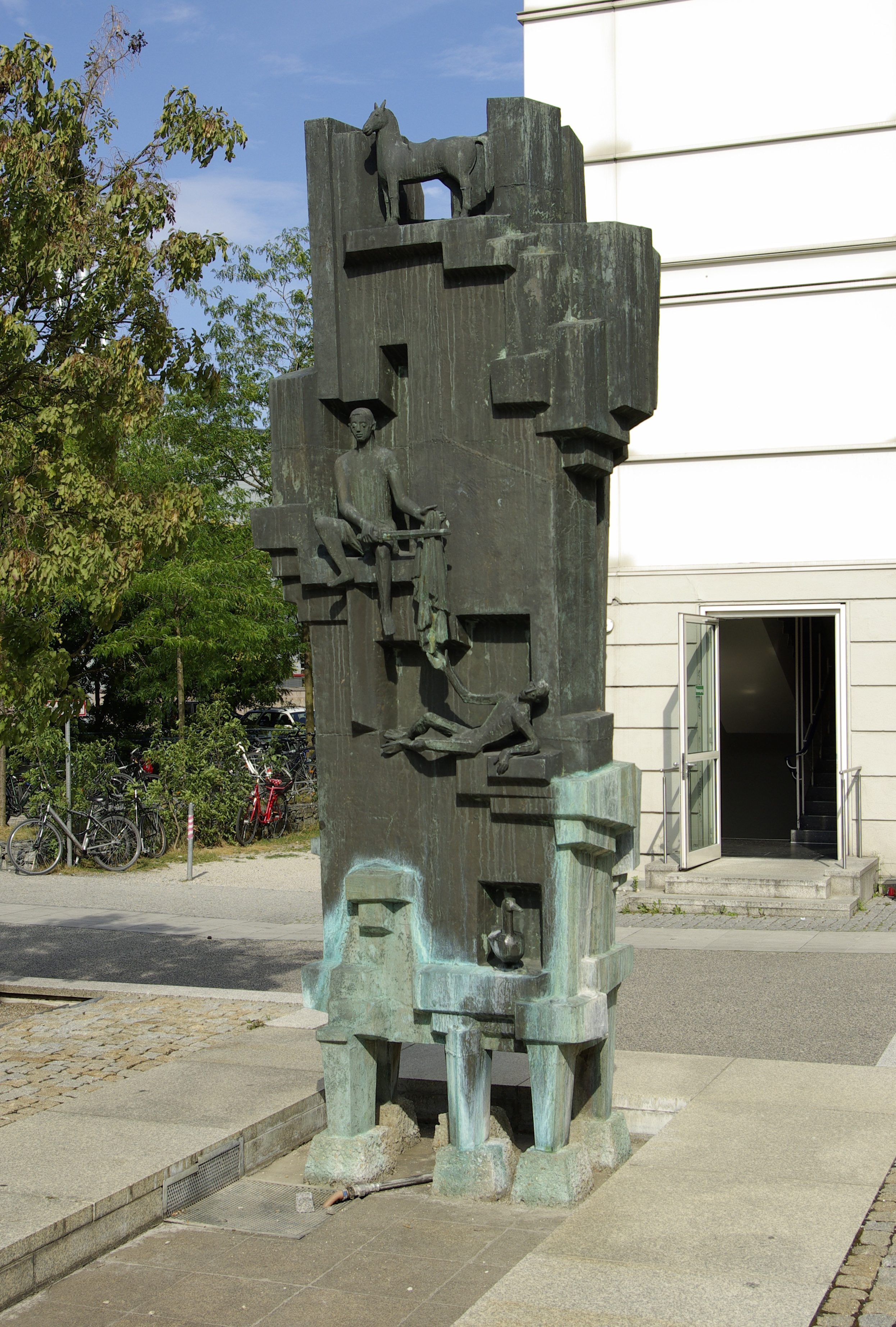
St.-Martins-Brunnen (1963) in Erlangen
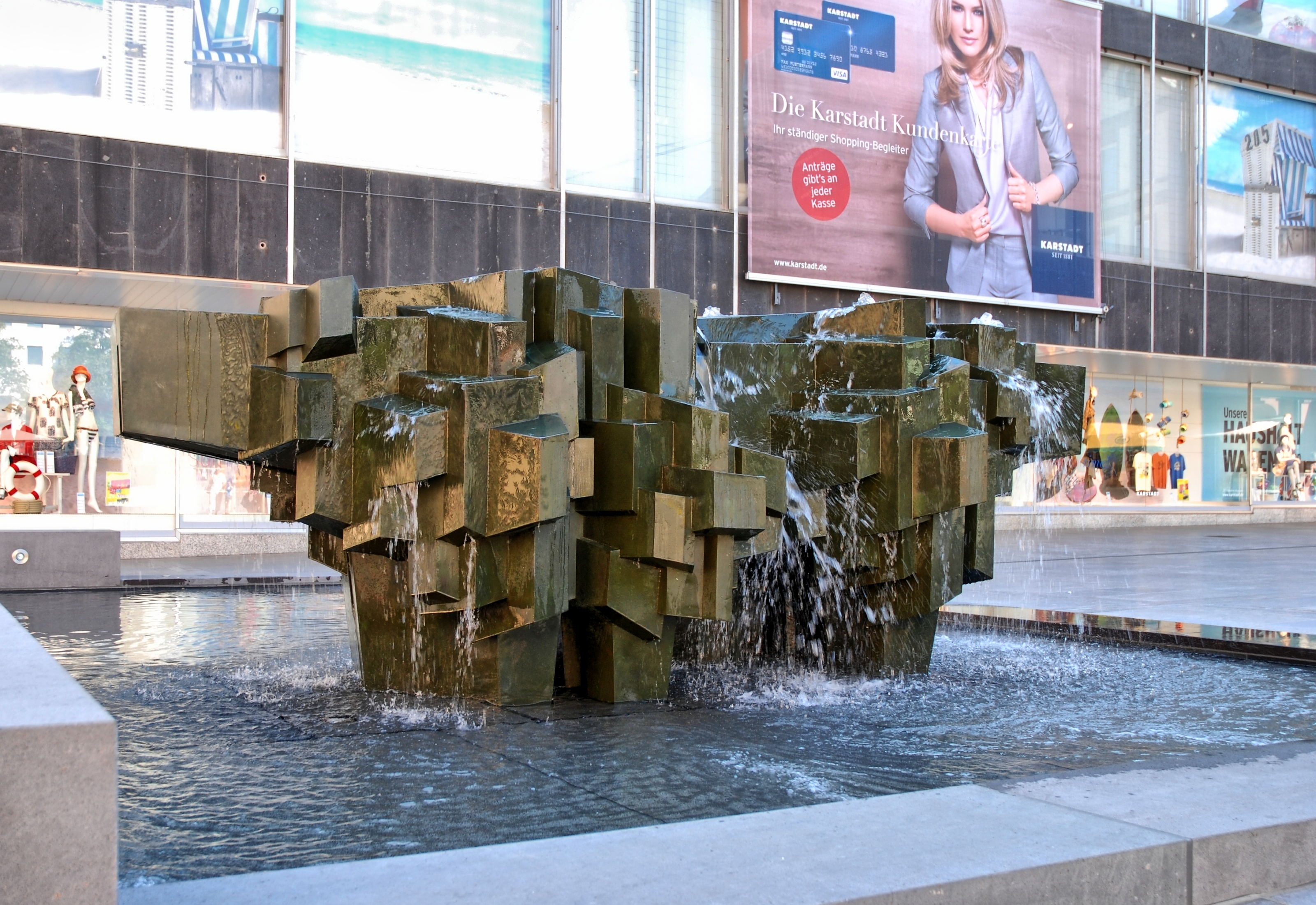
Felsenbrunnen (1963) in Fulda
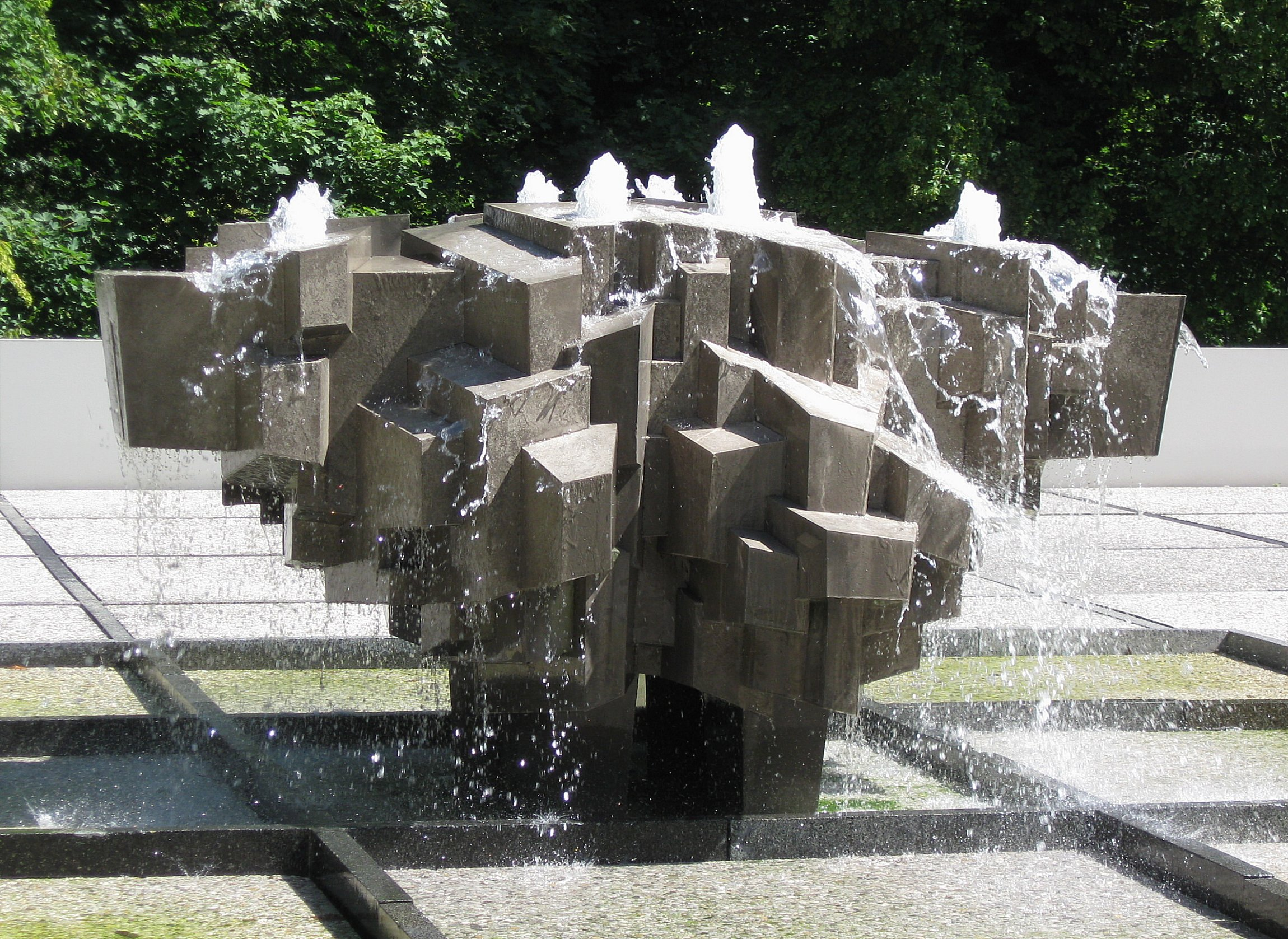
Felsenbrunnen (1963) in München
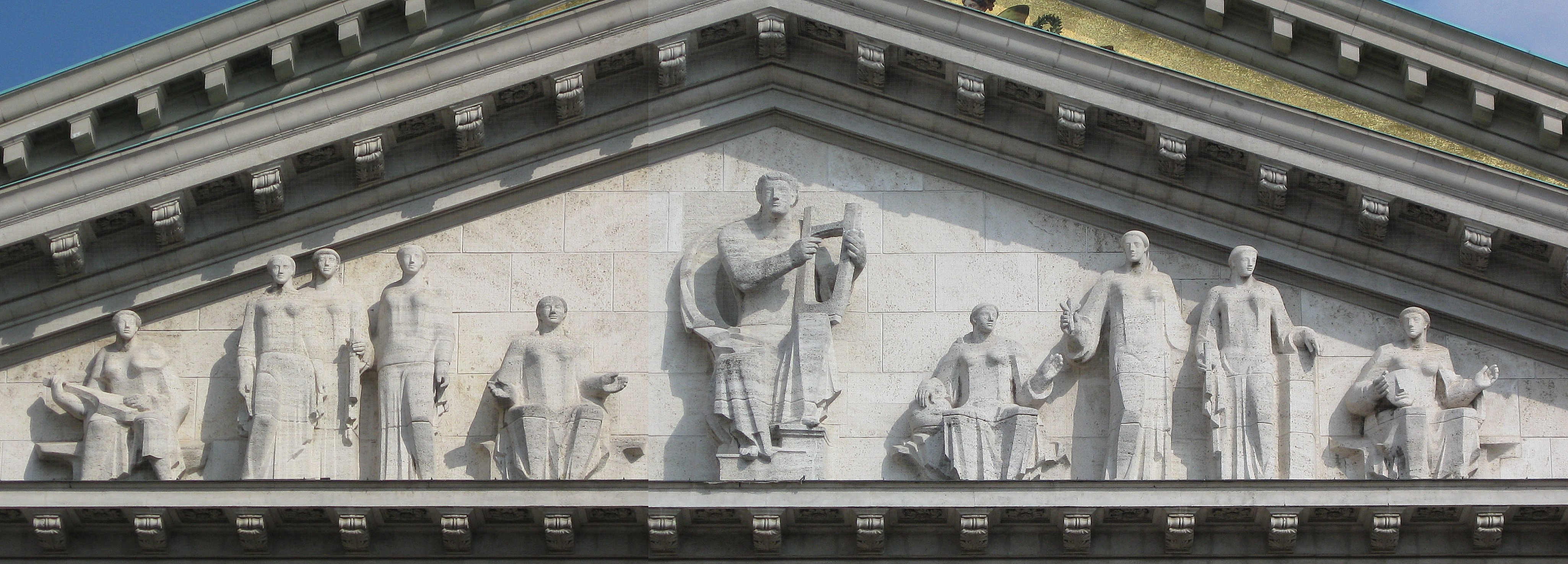
„Apoll und die neun Musen“ (1964–1972) am Giebel des Nationaltheaters in München
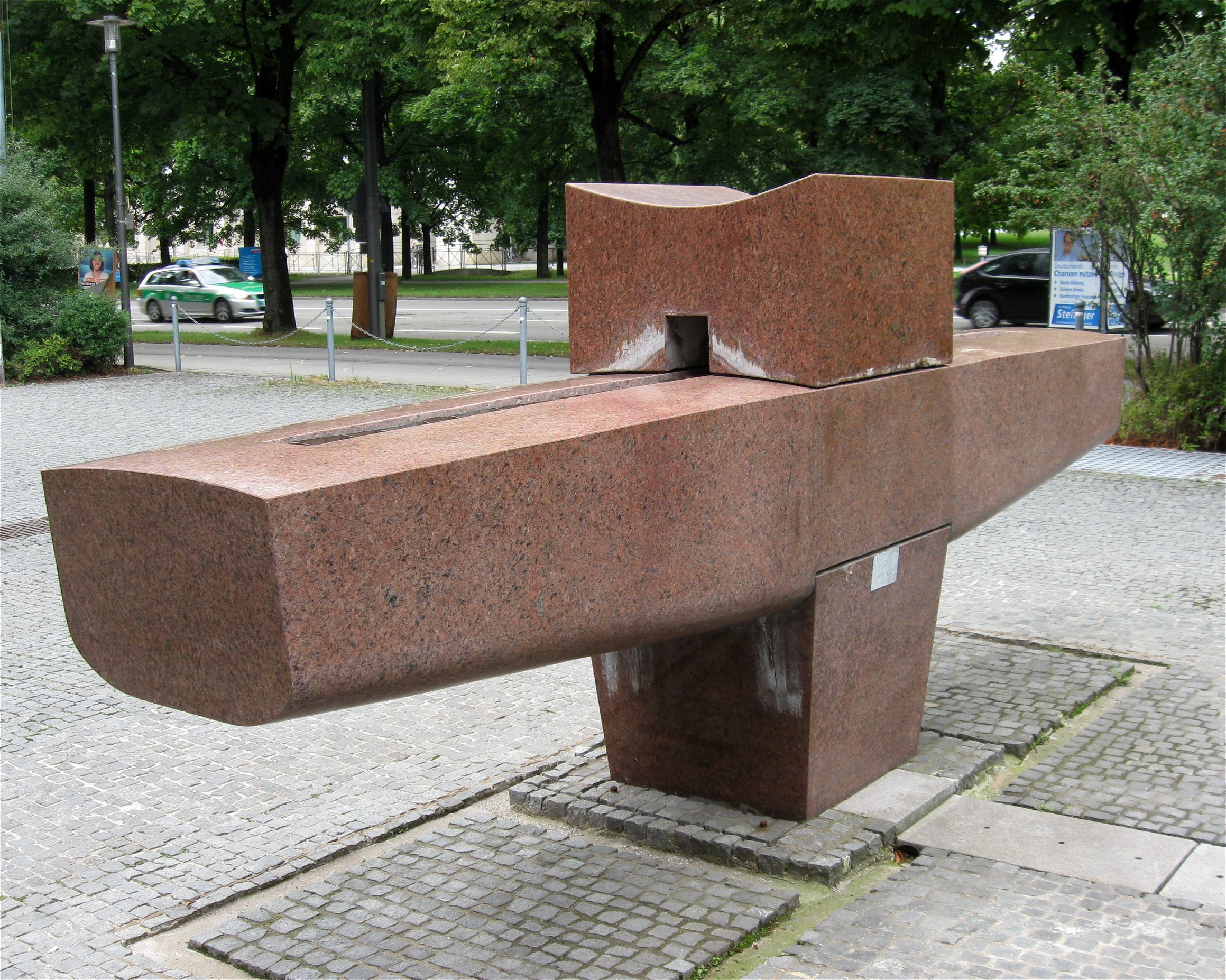
Zehnflammiger Leuchter (1969) vor dem Bayerischen Staatsministerium für Wohnen, Bau und Verkehr, München
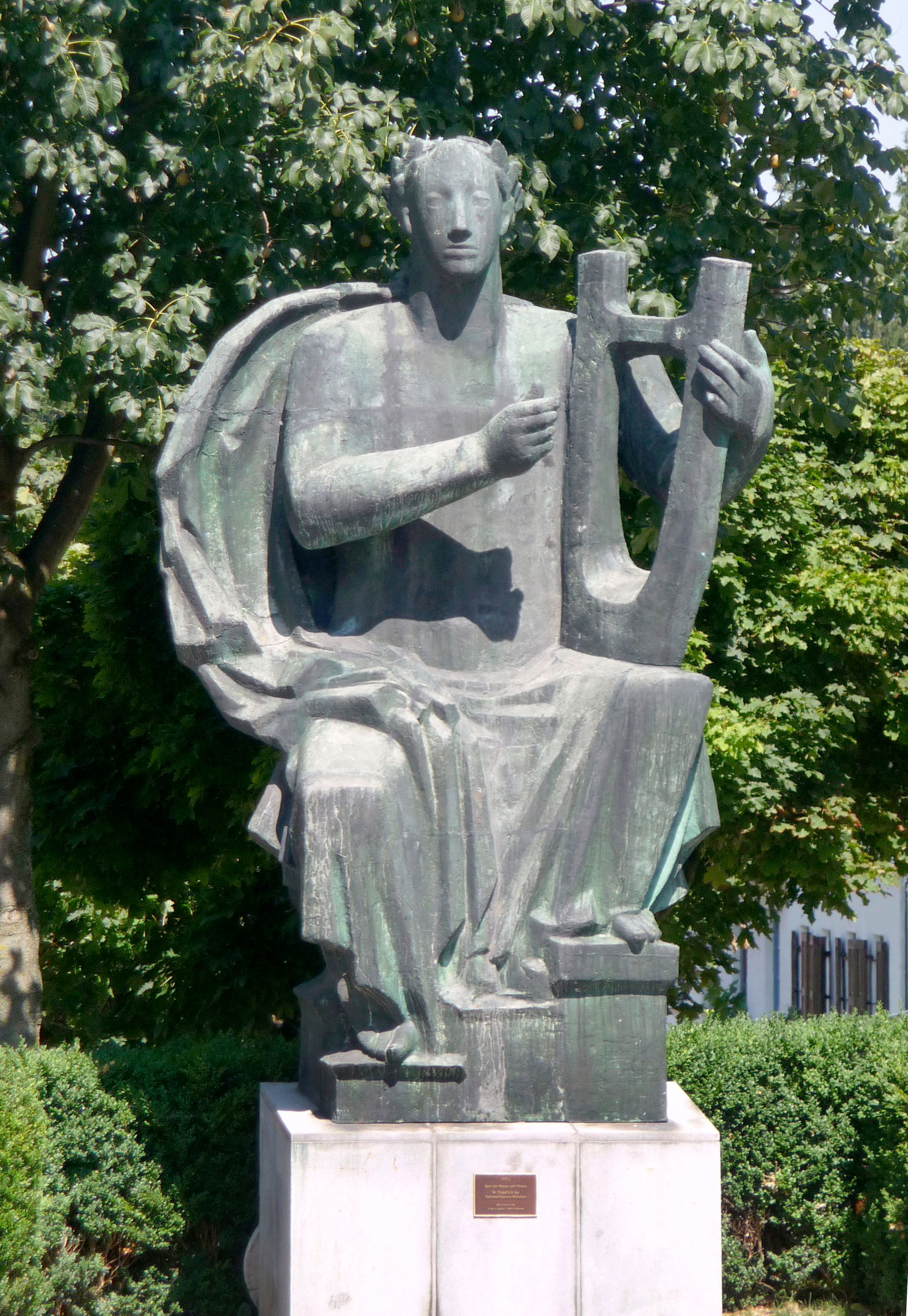
Apoll (1970) in Velden an der Vils
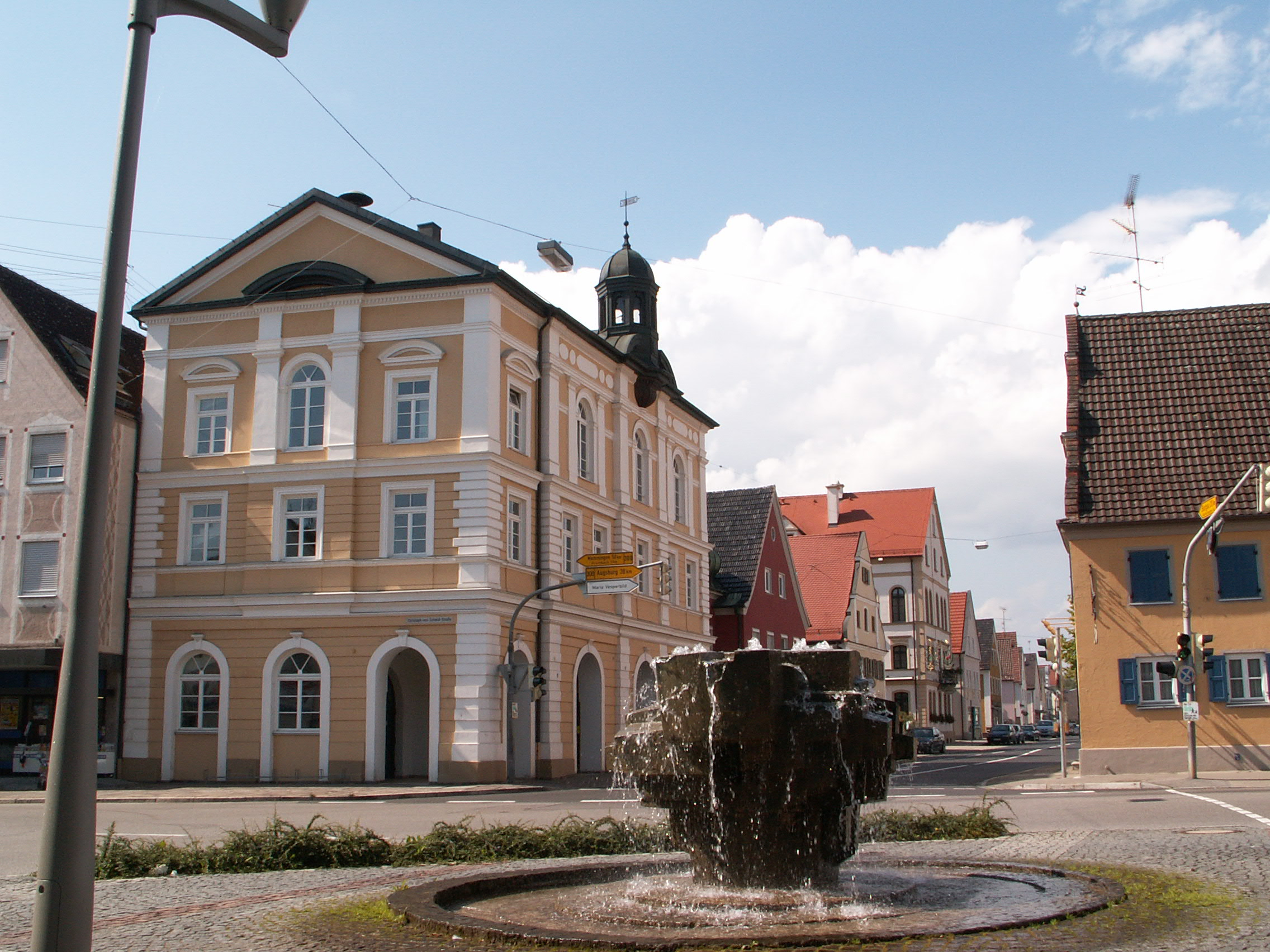
Felsenbrunnen (1970), Bronze, 280 cm breit. Standort: Thannhausen, Rathausplatz
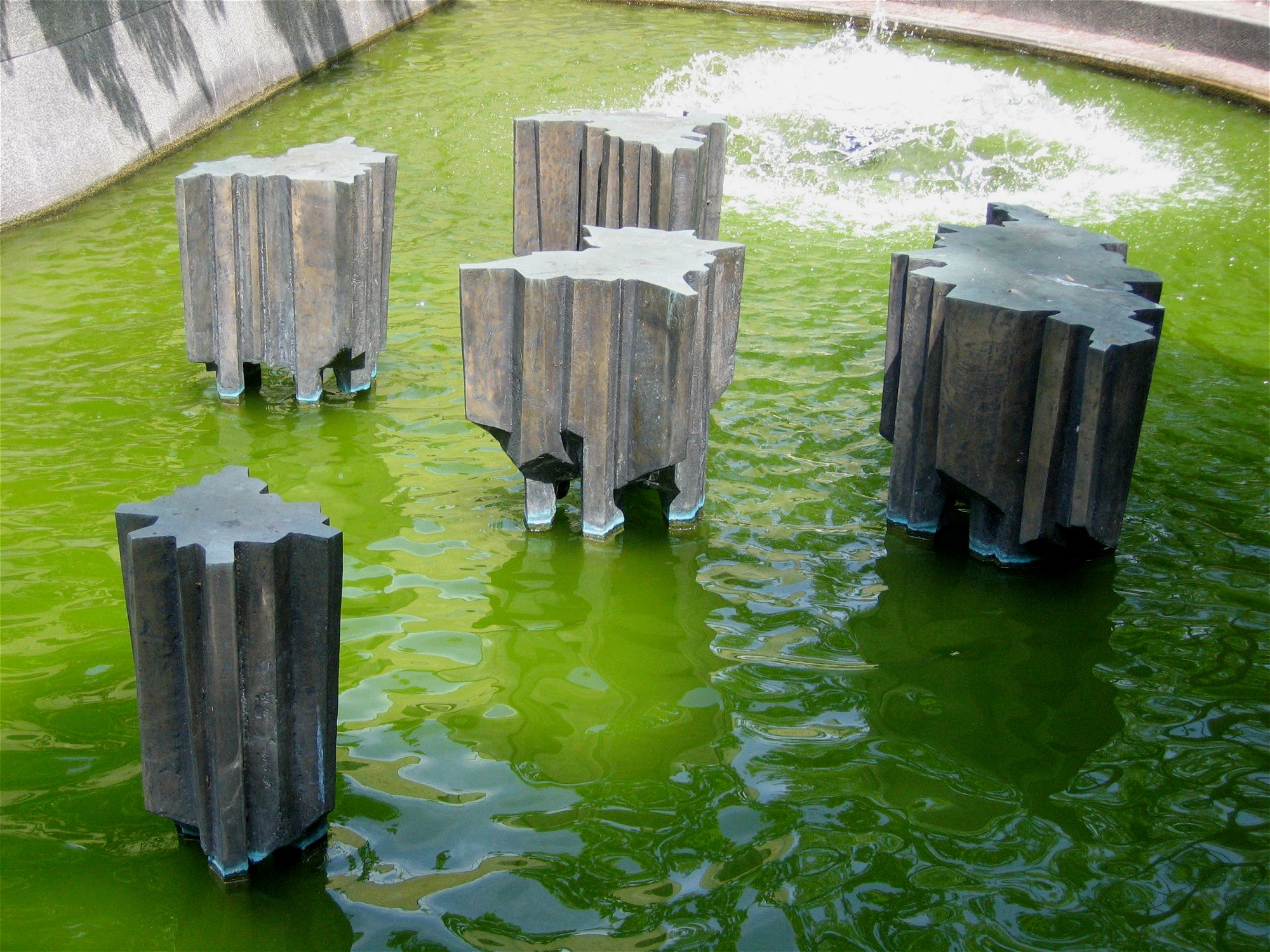
Erdteile (1980) vor der Neuen Pinakothek in München
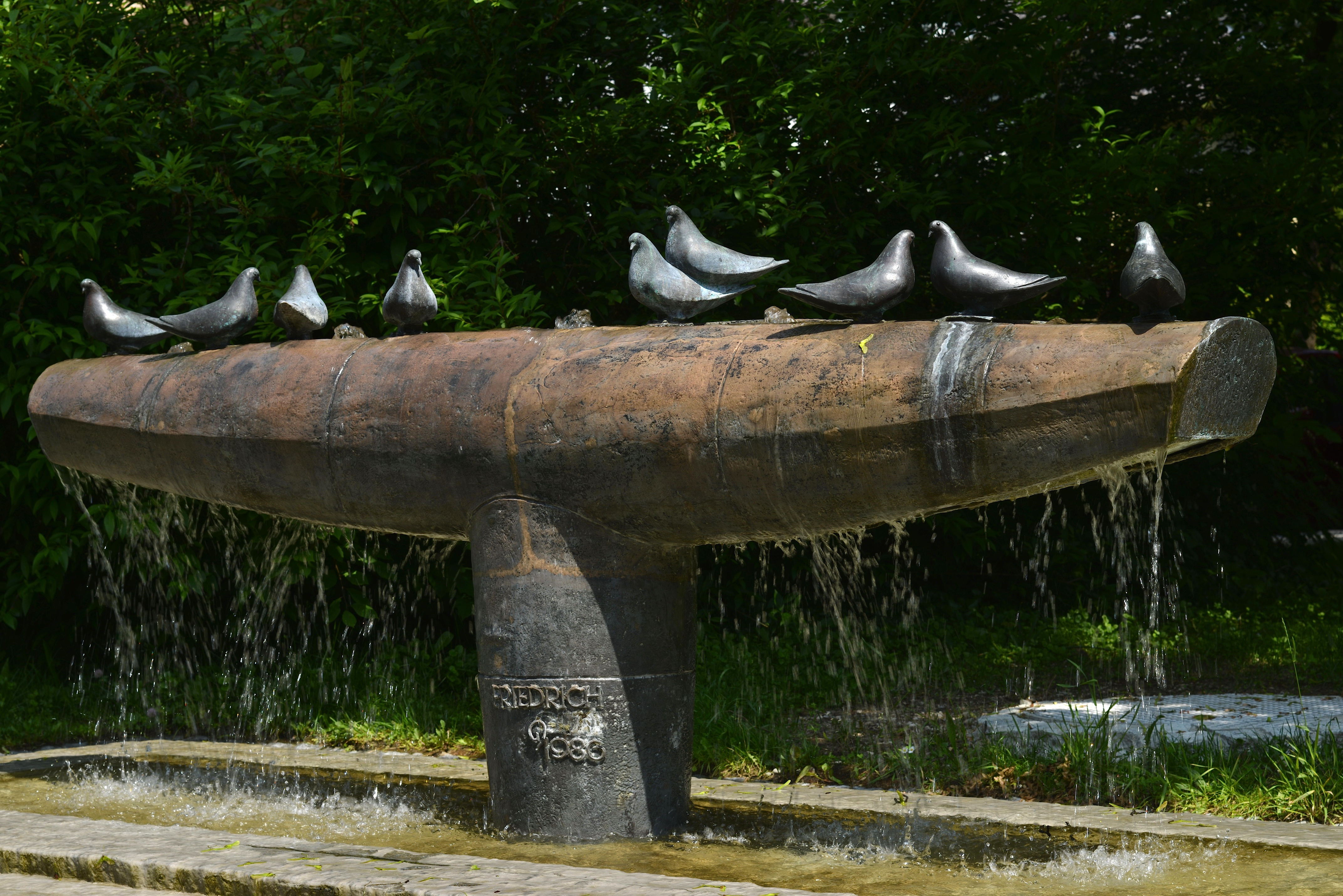
Taubenbrunnen (1986 aufgestellt), München-Bogenhausen
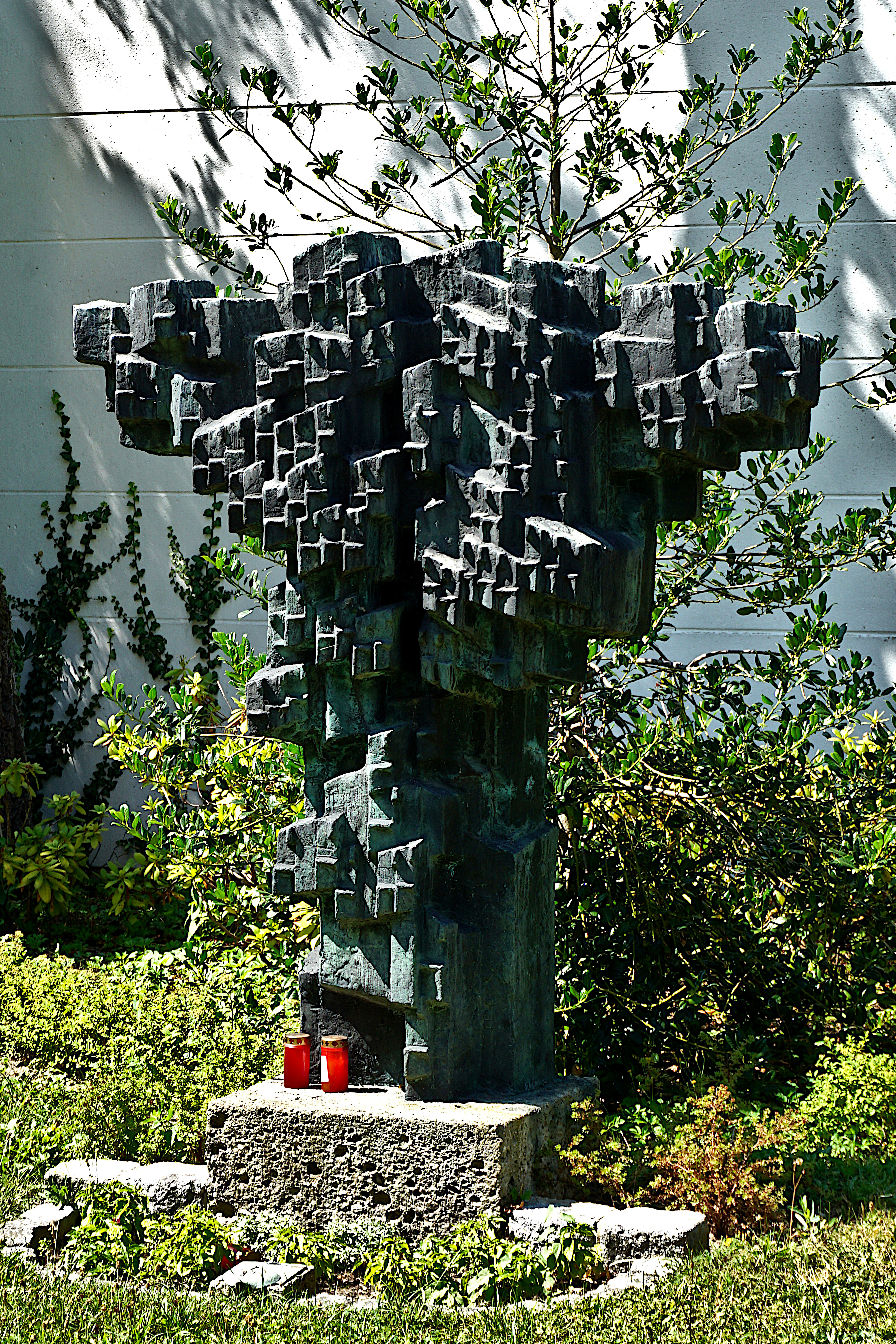
Ehrenhain (1962) Dorffriedhof in Germering

## Buchveröffentlichungen
- Maler und Bildhauer in München. 1947.
- Werke europäischer Plastik. 1949.
- Ein Bildhauer in unserer Zeit. 1957.
- Bronzen. 1960.